# Jinggangshan (Automarke)
Jinggangshan (chinesisch 井冈山, Pinyin Jǐnggāngshān) war eine Automarke von Beijing Automobile Works aus der Volksrepublik China.

## Markengeschichte
Beijing präsentierte im Juni 1958 den ersten Prototyp eines Personenkraftwagens. Die Serienproduktion lief von 1958 bis 1960. Der Markenname lautete Jinggangshan. Laut einer Quelle entstanden 146 Fahrzeuge. Der Prototyp existiert noch.

## Fahrzeuge

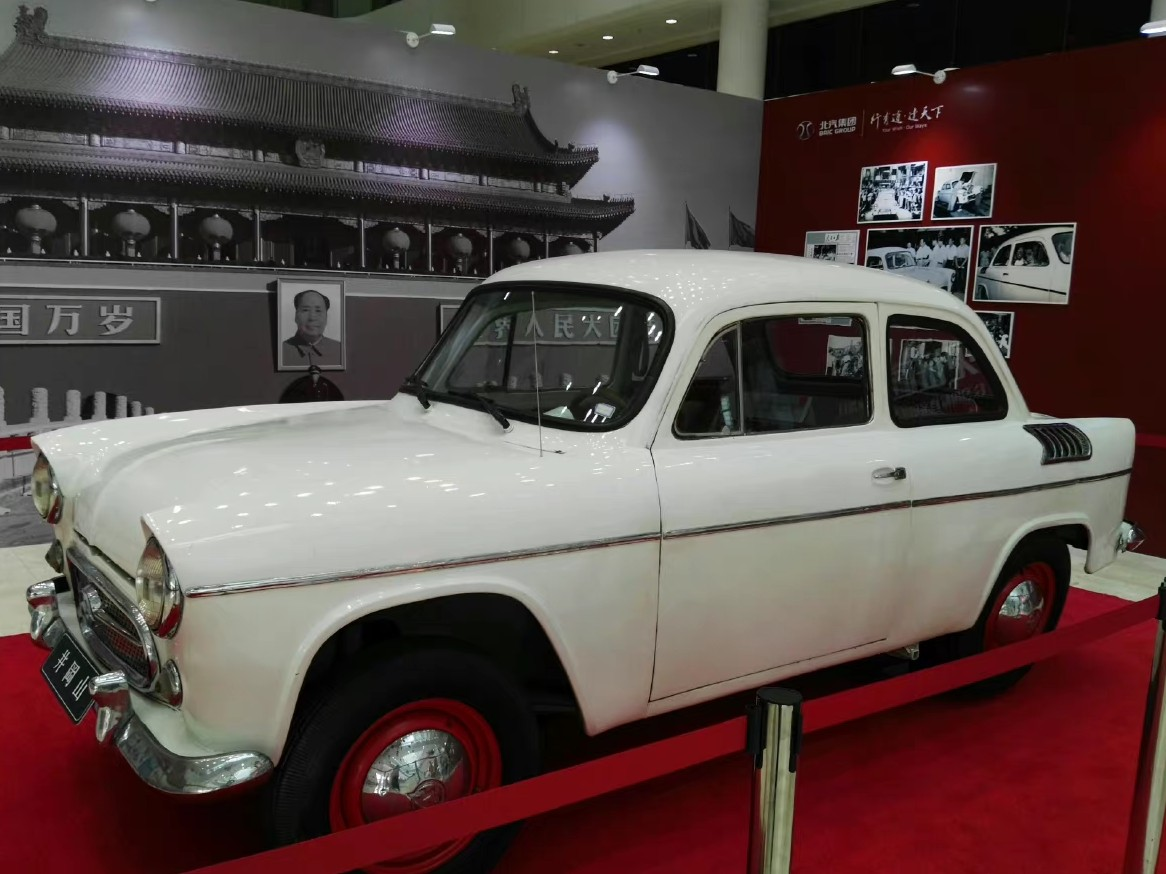
Jinggangshan

Das einzige Modell war der Jinggangshan. Er basierte auf dem Fahrgestell vom VW Käfer. Der Prototyp war eine Limousine mit zwei Türen. Die Serienmodelle waren viertürig.